# Baiying
Die Baiying-Stätte (chinesisch 白营遗址, Pinyin Báiyíng yízhǐ, englisch Baiying site) ist ein spätneolithischer Fundort der Longshan-Kultur von Henan in Tangyin in der chinesischen Provinz Henan. Sie wurde nach dem Dorf Baiyincun benannt. Neben vielen Tierfunden wurde dort ein alter Holzrahmenbrunnen entdeckt.